# Pipestone River (Bow River)
Der Pipestone River ist ein 37 km langer linker Nebenfluss des Bow River im Südwesten der kanadischen Provinz Alberta.

## Flusslauf
Der Pipestone River entspringt am Südhang des Devon Mountain auf 2500 m Höhe in den Kanadischen Rocky Mountains. Von dort fließt er anfangs in südöstlicher, später in südsüdwestlicher Richtung durch das Gebirge. Schließlich mündet der Fluss in der Ortschaft Lake Louise in den Bow River.

## Hydrologie
Der Pipestone River entwässert ein Areal von 306 km². Der mittlere Abfluss beträgt 5,9 m³/s. Die höchsten Abflüsse treten gewöhnlich im Juni mit im Mittel 21,1 m³/s auf.